# Paranarthrura subtilis
Paranarthrura subtilis är en kräftdjursart som beskrevs av Hansen 1913. Paranarthrura subtilis ingår i släktet Paranarthrura och familjen Agathotanaidae. Inga underarter finns listade i Catalogue of Life.